# Les Nuits de l'étrange
Pour les articles homonymes, voir Night Visions.
Les Nuits de l'étrange (Night Visions) est une série télévisée américaine d'anthologie en treize épisodes de 43 minutes (deux segments par épisode), créée par Dan Angel et Billy Brown dont seulement dix épisodes ont été diffusés entre le 12 juillet et le 6 septembre 2001 sur le réseau Fox. Les trois derniers épisodes ont été diffusés sur Sci Fi Channel à l'été 2002.
En France, la série a été diffusée du 28 janvier au 28 octobre 2002 sur TF6 et rediffusée sur France 2 et 13e rue, et au Québec à partir d'octobre 2004 sur Mystère.

## Synopsis
La série raconte diverses histoires indépendantes, une histoire par épisode.

## Distribution
- Henry Rollins (VF : Antoine Tomé) : Le narrateur (tous les épisodes)
- Aidan Quinn (VF : François Leccia) : Jeremy Bell
- Kelly Rutherford : Marilyn Lanier
- Paul Guilfoyle (VF : Hervé Jolly) : John
- Troy Evans (VF : Alain Flick) : Le médecin légiste
- Samantha Mathis : Diane Ballard
- Ben Bass : Paul
- Kim Hawthorne (en) : Cheryl
- Jason London : Richard Lansky
- Gil Bellows (VF : Thierry Ragueneau) : Keith Miller
- Kirsten Robek (VF : Isabelle Maudet) : Arriane
- Johnny Cuthbert : Le père du passé
- Lou Diamond Phillips : Tom Fallor
- Marlowe Kaufmann : Nadine
- Michael Rogers : Pete
- Cary Elwes (VF : Denis Laustriat) : Gerald
- Brian Dennehy (VF : Marc de Georgi) : Ben
- Bill Pullman (VF : Patrick Floersheim) : Le major Ben Darnell
- Carl Lumbly (VF : Jean-Paul Pitolin) : Dan Holman
- Michael David Simms (VF : Philippe Catoire) : Le général Briggs
- Luke Perry (VF : Lionel Tua) : Dr Michael Sears
- Allison Hossack : Carol Thorpe
- Hrothgar Mathews (VF : Jean-Luc Kayser) : Dr Palmquist
- Sherilyn Fenn (VF : Anne Rondeleux) : Charlotte
- Hart Bochner : Jack
- Jacqueline Samuda (VF : Dominique Westberg) : Melissa
- Amy Jo Johnson : Sara
- Jerry O'Connell (VF : Thierry Wermuth) : Andy
- Natasha Lyonne : Bethany Daniels
- Jonathan Jackson : Devin
- Art Kitching : Seth Morrow
- Bridget Fonda : Mary
- Dion Luther : Eugene
- Jack Palance (VF : Marc Cassot) : Jake Jennings
- Brendan Fletcher : Shane Watkins
- Mark Houghton : Cal
- Marla Sokoloff : Julia
- Wanda Cannon (VF : Frédérique Tirmont) : La mère
- William Pavey : Brian
- Stephen Baldwin (VF : Guillaume Orsat) : Barry
- Jane Adams (VF : Sophie Gormezzano) : Amanda
- Mare Winningham : Kate Morris
- Peter Wingfield : David Morris
- Deryl Hayes (VF : Jean-Paul Pitolin) : L'officier Barnes
- Chad Lowe : Andy Harris
- William Atherton : William Price
- Michael Rapaport : Harlow Winton
- Ken Pogue (VF : Henri Poirier) : Henry Matson
- Thora Birch : Susan Thornhill
- Luke Edwards : Wes
- Amanda Plummer : La professeure de musique
- Jamie Kennedy (VF : Sébastien Desjours) : Mark Stevens
- Joanna Pacula : La responsable des immigrants
- Philip Baker Hall (VF : Michel Ruhl) : Le capitaine Dennis Brascom
- John Cuthbert (VF : Thierry Mercier) : Taforner
- Natasha Gregson Wagner (VF : Joëlle Guigui) : Sydney
- Pam Grier (VF : Marie-Christine Darah) : Dr Lewis
- Miguel Ferrer : Dr Dan Critchley
- Malcolm McDowell (VF : Bernard Tiphaine) : Martin
- Terrylene Sacchetti (en) : Sandra McClinnon
- John Finn : Malone

 Source et légende : version française (VF) sur RS Doublage

## Production
La série était initialement prévue les vendredis soirs à 20 h à l'automne 2000 avec la nouveauté FreakyLinks à 21 h, mais elle a été repoussée à la mi-saison afin de faciliter le marketing d'une seule nouvelle série ce soir-là. Elle a été finalement diffusée à l'été 2001, à partir du 12 juillet 2001. Après dix épisodes diffusés, toute la programmation étant interrompue à la suite des attentats du 11 septembre 2001, aucun nouvel épisode n'est revenu à l'horaire. Sci-Fi Channel a rediffusé la série durant l'été 2002, incluant les trois épisodes inédits, respectivement les 19, 23 et 24 septembre 2002.

## Épisodes
1. La Liste des passagers (The Passager List)
2. Les Zombies (The Bokor)
3. Fin d'émissions ! (Dead Air)
4. Rénovations (Renovation)
5. Une vision d'ailleurs (A View Through the Window)
6. Vive le silence (Quiet, Please)
7. Maintenant il s'approche de l'escalier (Now He's Coming Up the Stairs)
8. Seconde Main (Used Car)
9. Pause Mortelle (Rest Stop)
10. L'Après Vie (After Life)
11. Derrière la forêt (If a Tree Falls)
12. L'Intrus (The Occupant)
13. Souvenirs du désert (Reunion)
14. Un voisin indésirable (Neighborhood Watch)
15. Amère Moisson (Bitter Harvest)
16. Entre la vie et la mort (My So-Called Life and Death)
17. La Niche (The Doghouse)
18. Toujours en vie (Still Life)
19. Le Pantin (Hate Puppet)
20. L'Homme des ombres (Darkness)
21. Les Clandestins (Cargo)
22. Descente aux enfers (Swich)
23. Rituels (Patterns)
24. Le Labyrinthe (The Maze)
25. La Voix du cœur (Voice)
26. Harmonie (Harmony)